# Kaltoum Boufangacha
Kaltoum Boufangacha (Nieuwegein, 1 november 1975) is een Nederlandse actrice. Na haar afstuderen aan de Toneelschool in Utrecht speelde zij veel jeugdtheater bij onder meer "het Waterhuis" en "Cosmic Theater".
Zij speelde in 2008 de rol van Aisha El Asmi in de jeugdsoap SpangaS. Verder speelde zij de hoofdrol in de Italiaanse film La straniera van Marco Turco, die in 2009 verscheen. In 2012 was zij te zien in De geheimen van Barslet waarin zij de rol van Bahira Barzani vertolkte. Verder speelde zij diverse gastrollen in Onderweg naar morgen en Deadline.

## Loopbaan

### Toneel
- 2000: Solo Theaterstuk Monoloog – Abdelkader Benali – Cosmic Theater, Amsterdam
- 2005: Gesluierde monologen – Adelheid Roosen
- 2005: Voorstelling Papa Pel – Lucienne van Amelsfort – Theater Drang
- 2006: Uitzicht op een slot – toneel – Nynke van den Bergh – Babastiki
- 2007: Haram – Theatergroep Wederzijds
- 2012: Ryhana, 100% Halal – Parade – DNA
- 2015: Loes & Marlie – Yasmina

### Film
- 2008: La straniera – Amina (hoofdrol)
- 2012: Achtste-groepers huilen niet – moeder Brammetje
- 2014: Lucia de B. – verpleegster
- 2022: Met mes – Sara

### Televisie
- 2003: De koekoeksclub – Michiel van Erp – Mug met de gouden tand
- 2008: SpangaS – Aisha El Asmi
- 2007–2008: Gastrollen in onder andere Deadline en Onderweg naar morgen
- 2012: De geheimen van Barslet – Bahira Barzani
- 2017–2020: Papadag – Samira, moeder van Bouzian
- 2022: Het jaar van Fortuyn
- 2022: Sihame – Hafida
- 2023: Broodje aap – moeder van Yessin
- 2024: Laura H. - Dilek
- 2024: Medisch Centrum West - Sara Willems